# Artur Prozell
Artur Prozell (* 23. Juli 1933 in Berlin; † 11. Juni 2025) war ein deutscher Landespolitiker (SPD). Er gehörte dem Abgeordnetenhaus von Berlin von 1963 bis 1985 an.

## Biografie
Artur Prozell absolvierte eine Bäckerlehre und schloss ein Studium mit Abschluss als Sozialpädagoge ab. Prozell war von 1961 bis 1979 in der Berliner Sozialverwaltung als Jugendpfleger beschäftigt. Er war von 1978 bis 1993 Vorsitzender der Vereinigung für Jugendhilfe Berlin. Von 1984 bis 1993 war er außerdem Geschäftsführer einer Behindertenwerkstatt.

## Politik
Prozell gehörte für die SPD von 1963 bis 1985 dem Abgeordnetenhaus von Berlin an. Am 11. Dezember 1985 erhielt er das Bundesverdienstkreuz erster Klasse.